# Toboali (plaats)
Toboali is een bestuurslaag in het regentschap Bangka Selatan van de provincie Bangka-Belitung, Indonesië. Toboali telt 13.509 inwoners (volkstelling 2010).